# Kochanawa (stacja kolejowa)
Kochanawa (biał. Коханава, ros. Коханово) – stacja kolejowa w miejscowości Kochanawa, w rejonie tołoczyńskim, w obwodzie witebskim, na Białorusi. Leży na linii Moskwa - Mińsk - Brześć.
Stacja powstała w XIX w. na drodze żelaznej moskiewsko-brzeskiej pomiędzy stacjami Orsza a Tołoczyn.